# Pławie (jezioro w województwie lubuskim)
Pławie (Młynki, Dąbie Małe) – jezioro na Wysoczyźnie Czerwieńskiej, położone w pow. krośnieńskim, w pobliżu wsi Dąbie, o powierzchni 8,7 ha. Użytkowane przez Polski Związek Wędkarski Okręg w Zielonej Górze. Kilkaset metrów na północny zachód od akwenu znajduje się jezioro Dąbie.